# ジャクソン・ラスボーン
ジャクソン・ラスボーン（Jackson Rathbone, 1984年12月14日 - ）は、アメリカ合衆国の俳優。身長177cm。愛称はジェイ（Jay）。

## 来歴
1984年12月14日にシンガポールに生まれ、その後父親がモービルに勤めていたため、インドネシア、ロンドン、テキサス州ミッドランド、ノルウェー、ロサンゼルスに至るまで各国を渡り住んでいた。
ラスボーンは地元のテキサス州ミッドランドで高校生の時に演技をはじめ、ミシガン州の由緒ある演劇専門学校Interlochen Arts Academyで演技を専攻するようになる。高校卒業後、w:Royal Scottish Academy of Music and Dramaで演劇を学ぶ予定だったが、代わりにロサンゼルスで映画に出演した。
短期間ロサンゼルスに滞在中、ラスボーンはディズニー・チャンネルの『ディズニー411』に出演し、ヒラリー・ダフや姉妹デュオAly & AJらにインタビューした。また『The O.C.』シーズン3や 『女検察官アナベス・チェイス』といったテレビシリーズにゲスト出演した。
インディーズ作品に数本出演した後、『イリュージョン・ホテル』で大役を得た。その後すぐにABCファミリーの『ビューティフル・ピープル～ニューヨークの天使たち～』のレギュラーとなる。
2008年に、ラスボーンは、映画『トワイライト〜初恋〜』でジャスパー・ヘイル役を演じる。
ラスボーンはハイスクールで出会った友人と「100 Monkeys」というバンドを組み、ボーカル&作詞をしている。2009年には2曲のアルバムを発売した。
俳優だけでなくミュージシャンとしても活動しているジャクソン。2011年は「100 Monkeys」のメンバーとして音楽活動に力を入れるようで、ライブツアーも行う予定のようだ。「来年は“100モンキーズ”のライブツアーを南部の方で行う予定だ。あと、僕の新しい会社“パッチモ・エンターテインメントのもとで、ほかにもいろいろとやるつもりだよ。あと、レコード・レーベルも立ち上げるんだ」と『ゾーイー』誌に抱負を語った。ジャクソンのバンドは彼が『トワイライト』に出演したことで一躍注目を浴び、順調に活動している。

## 私生活
ラスボーンと交際中のシェイラ・ハフサディ（Sheila Hafsadi, 24）が妊娠していると米『Us Weekly』誌が報じた。2012年7月、第1子が誕生した。

## 主な出演作品

### 映画
| 公開年 | 邦題 原題                                                                                 | 役名               | 備考 |
| ------ | ----------------------------------------------------------------------------------------- | ------------------ | ---- |
| 2006   | イリュージョン・ホテル Pray for Morning                                                   | コナー             |      |
| 2008   | トワイライト〜初恋〜 Twilight                                                             | ジャスパー・ヘイル |      |
| 2009   | ニュームーン/トワイライト・サーガ New Moon                                                | ジャスパー・ヘイル |      |
| 2009   | ドニー・ダーコ2 S.Darko                                                                   | ジェレミー         |      |
| 2010   | エアベンダー The Last Airbender                                                           | サカ               |      |
| 2010   | エクリプス/トワイライト・サーガ Eclipse                                                   | ジャスパー・ヘイル |      |
| 2011   | トワイライト・サーガ/ブレイキング・ドーン Part1 The Twilight Saga: Breaking Dawn - Part 1 | ジャスパー・ヘイル |      |
| 2012   | トワイライト・サーガ/ブレイキング・ドーン Part2 The Twilight Saga: Breaking Dawn - Part 2 | ジャスパー・ヘイル |      |
| 2021   | ウォーハント 魔界戦線 Warhunt                                                             |                    |      |

### テレビシリーズ
| 放映年    | 邦題 原題                                                          | 役名                 | 備考                               |
| --------- | ------------------------------------------------------------------ | -------------------- | ---------------------------------- |
| 2005      | 女検察官アナベス・チェイス Close to Home                           | スコット・フィールズ | エピソードRomeo and Juliet Murders |
| 2005-2006 | ビューティフル・ピープル ～ニューヨークの天使たち Beautiful People | ニコラス             | 16エピソード                       |
| 2006      | The O.C. The O.C.                                                  | ジャスティン         | 2エピソード                        |
| 2009      | クリミナル・マインド FBI行動分析課 Criminal Minds                  | アダム・ジャクソン   | シーズン4、エピソードConflicted    |
| 2017      | ザ・ラストシップ The Last Ship                                     | ジョルジオ・ヴェレク | シーズン4、リカーリング            |